# Wang Delin
Wang Delin, ou Wang Teh-ling, 王德林, (1875-1938), est un bandit chinois et l'un des principaux meneurs des armées de volontaires anti-japonaises qui luttèrent contre l'armée impériale japonaise et l'État du Mandchoukouo à la suite de l'invasion de la Mandchourie de 1931.

## Biographie
Wang Delin est né en octobre 1875. Il devient bandit en Manchourie après l'invasion russe de juillet 1900 lorsque les forces tsaristes sont envoyées en Chine du Nord-Est pour protéger le chemin de fer de l'Est chinois possédé par la Russie. Wang déclare son opposition à la fois aux Russes et à la Chine de la dynastie Qing, et se décrit lui-même comme « forcé de devenir un hors-la-loi pour bouter les Russes et sauver la nation ». Sa bande organise des attaques de trains le long de la partie orientale du chemin de fer dans les régions de Muleng et Suifen. Elle attaque aussi des navires russes naviguant sur les rivières Songhua et Oussouri et enlève des captifs pour obtenir des rançons. Wang reste un hors-la-loi pendant des années, même après la chute de la dynastie Qing en 1911.
En 1917, Wang accepte que lui et sa bande rejoignent les forces de la province du Jilin, lui-même devenant commandant du 3e bataillon de la 1re brigade de l'armée de Jilin. Wang amène avec lui deux compagnons de longue date, Wu Yicheng et Kong Xianrong, chacun commandant une compagnie. Toujours commandant de bataillon au moment de l'incident de Mukden de 1931, Wang est stationné près de Yanji, une petite ville dans l'est de la province du Jilin, où les Japonais construisent une nouvelle ligne ferroviaire. Après que les troupes de Wang aient tiré sur le groupe de géomètres japonais, son commandant tente de le persuader de déplacer son bataillon en lui offrant une promotion. Wang refuse de se soumettre au régime du Mandchoukouo et sa défiance attire d'autres résistants autour de lui. Lorsque le 8 février 1932, Wang Delin proclame l'établissement de l'armée du salut national populaire de Chine, son bataillon de 200 hommes monte jusqu'à un effectif de 1 000 hommes.
En capturant la ville de Dunhua le 20 février, Wang inverse l'avance japonaise qui était irrésistible jusqu'à maintenant. Il s'attire le soutien de confréries paysannes et de bandits, et de quelques nationalistes coréens, qui sont prêts à prendre les armes contre le nouvel État du Mandchoukouo. À la fin du mois, son armée a un effectif de 4 600 hommes. Pour obtenir plus de recrues, Wang fait appel au patriotisme des soldats chinois incorporés dans les forces du Mandchoukouo de ne pas combattre d'autres Chinois, de déserter et de se joindre aux volontaires. La tactique est un succès et amène un grand nombre de recrues entraînées et bien armées.
En mars 1932, une force expéditionnaire nippo-Mandchoukouo est défaite dans une série de batailles avec l'armée de Wang près du lac Jingpo, avec des centaines de morts. Ces batailles sont relativement petites car les volontaires usent de leur connaissance du terrain local pour monter des embuscades, et éventuellement pousser les Japonais à quitter Harbin.
À ce moment, Wang commande environ 10 000 hommes et est reconnu comme étant un général par Li Du à son quartier-général du Sanxing dans la province du Heilongjiang. Il réunit avec le général Ting Chao un grand nombre de volontaires supplémentaires pour remplacer leurs pertes à Harbin l'année précédente. Ces différentes forces constituent en elles-mêmes l'armée d'autodéfense de Jilin, mais fin avril 1932, elles sont appelées l'armée du salut national.
Les Japonais concentrent alors leurs forces au Nord-Ouest de Harbin contre le général Ma Zhanshan au printemps et été 1932, ce qui permet l'augmentation de l'activité partisane dans les provinces du Jilin et du Liaoning. Cette activité culmine avec plusieurs attaques simultanées sur des villes situées le long des voies ferrées de Mandchourie du Sud au moment où de grandes inondations en août ont bloqué les opérations japonaises, et isolé leurs forces déjà engagées. Les préparations d'invasion japonaise de la province du Jehol plus tard dans l'année, sont stoppées par le besoin de maîtriser l'activité partisane, et avec les forces japonaises concentrées au Nord-Ouest, les troupes de Wang et de Feng Zhanhai s'arrangent pour occuper brièvement la capitale de la province du Jilin.
Les choses commencent cependant à tourner mal lorsque son armée se brouille avec celle de Li Du. L'un des subordonnés de ce-dernier essaie de persuader un des commandants de Wang Delin d'intégrer sa force à l'armée d'autodéfense de Jilin. Des troupes de Wang sont également décimées par l'armée d'autodéfense pour avoir confisquer des armes d'un propriétaire de mine Russe blanc. Finalement, le subordonné de Li est mis dans un sac et jeté dans une rivière, probablement sur l'ordre du partisan de Wang Delin, Kong Xianrong. Ces accrochages forcent l'abandon de la ville.
Les Japonais organisent ensuite des opérations anti-bandits en été et hiver qui contraignent les armées de volontaires à se disperser en petits groupes ou à se replier en Union soviétique, ce que fait l'armée de Wang le 13 janvier 1933. Wang retourne ensuite en Chine via l'Europe, et continue à soutenir le mouvement anti-Japonais. Il meurt le 20 décembre 1938 dans la province du Shandong.

## Source de la traduction
- (en) Cet article est partiellement ou en totalité issu de l’article de Wikipédia en anglais intitulé « Wang Delin » (voir la liste des auteurs).